# Yū Yamada
 (octobre 2013).
Si vous disposez d'ouvrages ou d'articles de référence ou si vous connaissez des sites web de qualité traitant du thème abordé ici, merci de compléter l'article en donnant les références utiles à sa vérifiabilité et en les liant à la section « Notes et références ».
Pour les articles homonymes, voir Yamada.
Yū Yamada (山田 優, Yamada Yū, née le 5 juillet 1984 à Okinawa au Japon) est une actrice, chanteuse et modèle, ex-idole japonaise qui débute en 1999 avec le trio J-pop y'z factory, après s'être formée à l'école d'artistes Okinawa Actor's School et avoir été Oha Girl dans l'émission pour enfants Oha Suta. Elle débute en 2001 une carrière d'actrice, avant la séparation de y'z factory en 2002. Elle recommence à chanter en solo en 2006, avec un premier single thème du film Akihabara@DEEP dont elle joue le rôle principal féminin. Elle double notamment le personnage de Yukari Hayasaka, héroïne de la série anime Paradise Kiss en 2005. Elle est mariée à Oguri Shun en avril 2012.

## Discographie

### Singles
- Real You (2006.9.20) (thème du film Akihabara@DEEP)
- Eyes on Me (2007.3.7)
- Fly So High (2007.6.13) (thème de fin de l'anime BLUE DRAGON)
- Fiesta! fiesta! (2007.9.5)
- Leave all behind (2008.4.23)
- My All (2009.1.21)

### Albums
- MYUSIC (2008.5.14)

## Filmographie

### Films
- ROUTE 58 (2003) - Rin
- Kiseki wa Sora Kara Futte Kuru (2005) - Reiko Aoyama
- Akihabara@DEEP (2006) - Akira
- Pulukogi (2007)
- Les Rois de la glisse (Surf's Up) (2007) (doublage japonais) - Lani Aliikai
- Kanna-san, Daiseiko Desu! (2008) - Kanna

### Dramas
- Kabachitare! (2001)
- Kindaichi Shounen no Jikenbo (2001)
- Kangei Danjiki Goikkou-sama (2001)
- Shiawase no Shippo (2002)
- Cosmetic (2003)
- Aisuru Tame ni Aisaretai Loved to Love (2003)
- Sore wa, Totsuzen, Arashi no youni... (2004)
- Orange Days (2004)
- Be-Bop High School (2004)
- Nihon no Kowai Yoru "Daiseikubi" (2004)
- X'mas Nante Daikirai (2004)
- Tales of Japan (2004)
- Be-Bop High School 2 (2005)
- Fukigen na Gene (2005)
- Yume de Aimashou (2005)
- Yonimo Kimyona Monogatari "Happunkan" (2005)
- Satomi Hakenden" (2006)
- Tsubasa no Oreta Tenshitachi "Actress" (2006)
- Zenibana (2006)
- Damens' Walker (2006)
- Karei ni Naru Ichizoku (2007)
- Zenibana 2 (2007)
- Nodame Cantabile in Europe (2008)
- Binbō Danshi (2008)
- Seigi no Mikata (2008)

### Anime
- Paradise Kiss (2005) (doublage) - Yukari Hayasaka

## Liens
- (ja) Blog officiel
- (ja) Fiche officielle chez le label Pony Canyon
- (ja) Fiche officielle chez l'agence K Dash Group